# Ronéotypie
Ne doit pas être confondu avec Duplicateur à alcool ou Miméographe.
 (février 2024).
Si vous disposez d'ouvrages ou d'articles de référence ou si vous connaissez des sites web de qualité traitant du thème abordé ici, merci de compléter l'article en donnant les références utiles à sa vérifiabilité et en les liant à la section « Notes et références ».

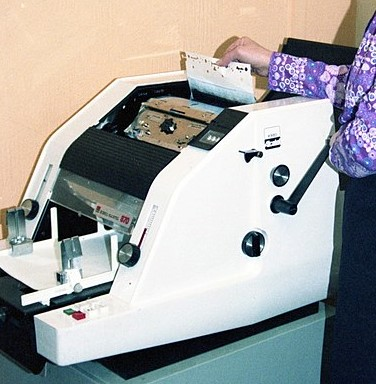
Machine de reprographie de type Roneo, avec feuillet pochoir ou « stencil », en cours d'utilisation dans un bureau (date inconnue).

La ronéotypie est une méthode de reproduction de documents dont le nom provient de la marque déposée britannique Roneo, où « ro » évoque le fonctionnement rotatif, et « neo » la nouveauté. Les machines utilisant la technique de ronéotypie sont appelées ronéotypes.

## Description
La ronéotypie est utilisée en imprimerie et en bureautique au XXe siècle pour réaliser, à faible coût, des copies en grand nombre. Du fait de son fonctionnement extérieurement très similaire avec celui d'un duplicateur à alcool, cette dernière machine est souvent improprement appelée « ronéotypeuse ». Néanmoins, la ronéotypie utilise comme matrice un stencil (pochoir) qui laisse passer l'encre entre un tambour encré et les pages à imprimer, là où le duplicateur à alcool — ou polycopieuse —, pour sa part, utilise comme matrice une feuille de papier épais, imbibée d'encre là où le texte est rédigé, et contre laquelle viennent frotter des feuillets à copier, légèrement imbibés d'alcool agissant comme solvant.
Les deux technologies (duplication hectographique à l'alcool et polycopie « ronéo » au stencil) ont longtemps coexisté avant d'être supplantées par la photocopie xérographique au cours des années 1970-80 : la polycopie à l'alcool servait pour des petits tirages ne dépassant pas une centaine d'exemplaires, tandis que le stencil permettait de produire un plus grand nombre de copies, puisque la réserve d'encre n'était pas limitée comme celle déposée sur une matrice hectographique.